# Mark Whitfield

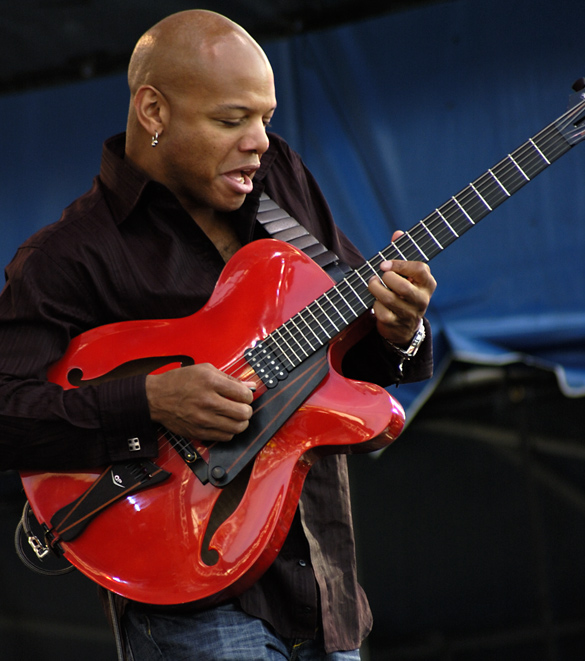
Mark Whitfield beim Newport Jazz Festival 2006

Mark Whitfield (* 6. Oktober 1966 in Syosset, New York) ist ein US-amerikanischer Gitarrist des  Hardbop- und Soul-Jazz.

## Leben und Wirken
Mark Whitfield schloss 1987 seine Studien am Berklee College of Music in Boston ab, wo er Gitarre, Komposition und Arrangement studiert hatte. Seine Profikarriere begann er in den Bands von Dizzy Gillespie, Jimmy Smith, Herbie Hancock, McCoy Tyner; außerdem arbeitete er mit Art Blakey, Jack McDuff, Betty Carter, Carmen McRae, Dianne Reeves, Joe Williams, Terence Blanchard, Stanley Turrentine und Clark Terry.
Im September 1990 erschien bei Warner Brothers Records sein erstes Soloalbum The Marksman, gefolgt von zwei weiteren Alben für Warner Brothers und fünf für das Verve-Label, außerdem zwei für Herbie Hancocks Label „Transparent Music“. Mark Whitfield wurde vor allem durch die Aufnahmen bekannt, die er unter eigenem Namen für das Label Verve einspielte; 1994 entstand das Album True Blue, bei dem der Gitarrist von Kenny Kirkland, Rodney Whitaker, Jeff Tain Watts, Branford Marsalis und Nicholas Payton begleitet wurde. 1995 folgte 7th Ave. Stroll mit Tommy Flanagan, Dave Holland, Christian McBride und Al Foster, 1996 das Album Forever Love, bei dem auch die Sängerin Diana Krall mitwirkte. Weiterhin arbeitete Mark Whitfield mit Courtney Pine, Ernie Watts (The Long Road Home, 1996) und Nicholas Payton (From This Moment, 1995).
Außerdem arbeitete der Gitarrist als Sessionmusiker mit Künstlern und Bands wie Mary J. Blige, Take 6, The Roots, Chaka Khan, Al Jarreau, George Benson, B. B. King, Ashford and Simpson sowie mit Quincy Jones für Plattenproduktionen zusammen.
Mark Whitfield arbeitete zudem für Fernseh- und Film-Projekte, wie für die TV-Serie Moon over Miami, mit Wynton Marsalis am Soundtrack für den Film Tune In Tomorrow; außerdem hatte er einen Cameo-Auftritt in Robert Altmans Film Kansas City. Mit Terence Blanchard arbeitete er am Soundtrack für den Film The Soul of the Game. Seine Komposition The Blues From Way Back (aus dem Album The Marksman) fand in dem Soundtrack des Films One Night Stand mit Nastassja Kinski Verwendung.